# Маркелов, Иван Алексеевич
Иван Алексеевич Маркелов (1917 — 18 сентября 1990 года, Москва) — сотрудник советских спецслужб, заместитель председателя КГБ СССР (1983—1989), генерал-полковник (1985).

## Биография
Родился в 1917 году в селе Мотыгино Енисейской губернии (ныне — Мотыгинский район Красноярского края).
1936—1937 гг. — лаборант, заведующий химической лабораторией прииска «Центральный» Удерейского района
1937—1938 гг. — студент Иркутского государственного университета
1938—1947 гг. — оперуполномоченный, старший оперуполномоченный 2-го отдела УГБ — Экономического отдела, заместитель начальника, начальник 3-го отделения 2-го отдела, начальник инспекции Управления НКВД-НКГБ-МГБ по Новосибирской области
1940 г. — вступил в ВКП(б)/КПСС
1947—1952 гг. — старший уполномоченный 2-го главного управления МГБ СССР, заместитель начальника отделения отдела «2-А» 2-го Главного управления МГБ СССР
1952—1956 гг. — начальник отделения 2-го отдела 2-го главного управления МГБ-МВД-КГБ при СМ СССР
1956—1962 гг. — начальник 2-го отдела 2-го Главного управления КГБ СССР
1963—1964 гг. — заместитель начальника 2-го Главного управления КГБ СССР
1964 г. — заочно окончил Высшую партийную школу при ЦК КПСС
1964—1970 гг. — начальник УКГБ по Рязанской области
1970—1974 гг. — председатель КГБ при Совете Министров Башкирской АССР
1973 г. — присвоено звание генерал-майор
1974 г. — заместитель начальника 5-го Управления КГБ при СМ СССР
1974—1979 гг. — первый заместитель начальника 5-го Управления КГБ при СМ СССР
1979—1983 гг. — первый заместитель начальника 1-го Главного управления (ПГУ) КГБ СССР
1980 г. — присвоено звание генерал-лейтенант
1983—1989 гг. — начальник 2-го Главного управления — заместитель председателя КГБ СССР.
1985 г. — присвоено звание генерал-полковник
С 1989 г. на пенсии.
Скончался 18 сентября 1990 года в Москве. Похоронен в Москве на Кунцевском кладбище.

## Награды
Награждён орденами Ленина, Октябрьской Революции, Красного Знамени, Красной Звезды, медалями.